# Herbarium Alchemillarum в Гербарии Московского университета
«Herbarium Alchemillarum» профессора В. Н. Тихомирова — одна из именных коллекций Гербария Московского университета.
В. Н. Тихомиров (1932—1998) — систематик и флорист, заведовал кафедрой морфологии и систематики высших растений МГУ. За годы активной работы во время экспедиций, студенческих практик и кратковременных выездов он собрал обширный гербарный материал высокого качества, пополнивший основной фонд многих секторов Гербария (в основном, Средняя Россия). Род Alchemilla L. (Rosaceae), один из труднейших в систематическом плане родов флоры России, был объектом постоянного внимания В. Н. Тихомирова ещё со студенческих пор. Проходя в 1952 году практику на агробиологической станции «Чашниково» он собрал первые образцы манжеток, послужившие началом его именной коллекции, которая сейчас хранится в Гербарии Московского университета.
В 1950-х — 1960-х годах В. Н. Тихомиров активно изучал манжетки Московской области. В 1956 году в Чашникове он экскурсировал совместно с С. В. Юзепчуком — систематиком из БИН АН СССР (Ленинград), автором обработки рода Alchemilla во «Флоре СССР». Результаты своих наблюдений над флорой Московской области В. Н. Тихомиров обобщил в «Определителе растений Московской области», в котором для флоры области приводится 25 видов. Несколько раньше вышла обработка рода в девятом издании «Флоры…» П. Ф. Маевского, где для территории 27 областей и республик Средней России указано 35 видов.
С 1968 года под руководством В. Н. Тихомирова и сотрудников Ботанического сада МГУ начали проводить полевые исследования по программе «Флора Мещёры». Результаты 15-летних поездок по Московской, Владимирской и Рязанской областям были отражены в «Определителе растений Мещёры» (1986, 1987).
Важными для познания систематики рода были обработки В. Н. Тихомирова во «Флоре северо-востока европейской части СССР» (1976) (Архангельская область и Республика Коми — 27 видов) и в «Определителе растений Башкирии» (1989) (38 видов). В. Н. Тихомировым описано 6 новых видов манжеток.
Завершающей работой, которая подытожила почти 45-летнюю работу профессора В. Н. Тихомирова по изучению систематики и географии манжеток Европейской России, стала обработка рода во «Флоре Восточной Европы» (2001), в которой приводится 133 вида. В рецензии на эту работу сказано: «Фундаментальная обработка рода… многие годы будет руководящим источником для познания манжеток». Позднее коллекция «Herbarium Alchemillarum» стала основой для создания карт распространения представителей рода в Европейской России, выполненных для XIV тома «Атласа флоры Европы».
В 1962 году в «Herbarium Alchemillarum» В. Н. Тихомиров ввёл сплошную нумерацию всех поступающих в его распоряжение материалов. Благодаря этому сейчас удается установить, как проходил рост коллекции. В начале 1963 года к своей коллекции он приобщил образец под № 96, в 1964 — № 371, в 1968 — № 433, в 1970 — № 467, в 1972 — № 614, в 1975 — № 870, в 1976 — № 916, в 1977 — № 1062, в 1978 — № 1169, в 1979 — № 1246, в 1980 — № 1407, в 1981 — № 1522, в 1982 — № 1617, в 1985 — № 1755, в 1986 — № 1805, в 1987 — № 1890, в 1988 — № 1960, в 1989 — № 2152, в 1990 — № 2172, в 1991 — № 2222, в 1992 — № 2264, в 1994 — № 3019, в 1995 — № 3126, в 1996 — № 3546, в 1997 — № 3668.
Материал в коллекции расположен по алфавиту видовых названий, внутри видов — по районам согласно оригинальной схеме районирования:
Москва:
- дикие
- культивируемые в ботаническом саду МГУ

Московская область:
- окрестности деревни Чашниково
- Клинско-Дмитровский район
- Северный район
- Западный район
- Восточный район
- Южный район
- Юго-Восточный район
- Приокский район
- Заокский район

Средняя Россия:
- Брянская область
- Владимирская область
- Горьковская область
- Ивановская область
- Калининская область
- Калужская область
- Костромская область
- Куйбышевская область
- Курская область
- Липецкая область
- Марийская АССР
- Мордовская АССР
- Орловская область
- Пензенская область
- Рязанская область
- Саратовская область
- Смоленская область
- Тамбовская область
- Татарская АССР
- Тульская область
- Ульяновская область
- Чувашская АССР
- Ярославская область

Карельско-Мурманский район
Северный район
Северо-Восточный район
Восточный район
Урал
Северо-Западный район
Прибалтика
Белоруссия
Украина
Крым
Кавказ
Сибирь
Алтай
В «Herbarium Alchemillarum» хранятся 3733 образца, принадлежащие к 119 видам. Многие виды представлены в Гербарии Московского университета только в этой коллекции. Самые представительные сборы имеются из Московской и Владимирской областей и Республики Мордовия. В общей сложности В. Н. Тихомирову передали свои сборы несколько сотен человек.
«Herbarium Alchemillarum» хранился на кафедре морфологии и систематики высших растений вплоть до 2000 года, когда после кончины В. Н. Тихомирова по настоянию куратора И. А. Губанова это собрание было передано в Гербарий. Профессор В. Н. Тихомиров не проверял определения манжеток в географических разделах Гербария, опираясь исключительно на собственную коллекцию. Однако она во всех отношениях превосходна, и почти в два раза превышает прочий материал по роду из Восточной Европы. Исходя из этого, было принято решение хранить и впредь эту коллекцию отдельно в качестве одного из именных собраний. Согласно практике, сложившейся в Гербарии, подготовлен полный каталог этой коллекции.